# Filon

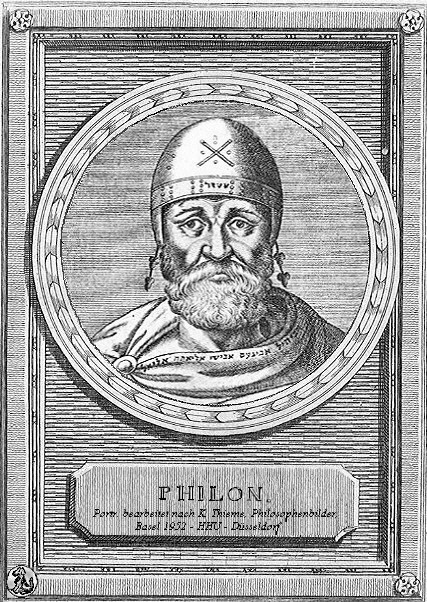
Filon

Filon från Alexandria, Philo Alexandrinus, Philo Judaeus, född cirka 15 f.Kr. i Alexandria i Egypten, död cirka 40 e.Kr., var en grekisk-judisk filosof.
Filon sökte få till stånd en syntes mellan grekisk och judisk filosofi dock utan att överge troheten mot det judiska arvet. Filon tolkade Torah allegoriskt och ansåg att bibeltexten hyser sanningar som ger sig till känna först vid noggrann och rationell exeges. Filon var samtida med Jesus från Nasaret men nämner inte honom eller den kristna rörelsen i någon av sina skrifter, trots att han var intresserad av religiösa sekter och skrev ingående om esséerna och om therapeutia, som brukar anföras som en benämning på kristna vilket avfärdats som osannolikt.
Logos, Guds ord, tolkar Filon som ett halvt självständigt väsen med vilket Gud meddelar sig med världen. Många kyrkofäder, speciellt Klemens av Alexandria, Origenes, Gregorios av Nyssa och Ambrosius av Milano, fann stor inspiration hos Filon i utformandet av sin allegoriska bibeltolkning.[källa behövs]

## Verk
- De Aeternitate Mundi
- De Abrahamo
- De Migratione Abrahami
- De Mutatione Nominum
- De Plantatione
- De Agricultura
- De Confusione Linguarum
- De Congressu Eruditionis Gratia
- De Decalogo
- De Sacrificis Abelis et Cainis
- De Posteritate Caini
- De Ebrietate
- De Escrecationibus
- De Fuga et Inventione
- De Gigantibus
- De Josepho
- De Opificio Mundi
- De Vita Contemplativa
- De Vita Mosis
- De Sobrietate
- De Somniis
- De Specialibus Legibus
- De Virtutibus
- De Praemiis et Poenis
- Legum Allegoriae
- Legatio ad Gaium
- In Flaccum
- Quaestiones in Genesim
- Quaestiones in Exodum
- Quis Rerum Divinarum Heres Sit
- Quod Deterius Potiori Insidiari Soleat
- Quod Deus Sit Immutabilis
- Quod Omnis Probus Líber Sit